# První bitva u Yper
První bitva u Yper, která se odehrála u belgického města Ypry od 19. října do 22. listopadu roku 1914, byla střetnutím vojsk Dohody a Německa během počátečních bojů první světové války na západní frontě. Po závodu k moři bylo snahou německého velení prorazit u Yper stabilizující se frontu a obsadit přístavy Boulogne, Calais a Dunkerque, čímž by byl britský expediční sbor ve Francii odříznut od zásobování. Německý nápor zatlačil obránce, avšak samotné město Ypry se Němcům především díky příjezdu francouzských posil dobýt nepodařilo.
Poslední velký výpad podnikla německá armáda 15. listopadu, avšak i tento útok byl odražen. Obrovské ztráty, vyčerpání vojáků a zhoršující se počasí nakonec vedly k zastavení bojů. Přestože Dohoda útok s vypětím všech sil odrazila, zaznamenala v bitvě vysoké ztráty. První bitva u Yper byla posledním větším pokusem Němců o ofenzívu na západní frontě v roce 1914. Obě strany připravující se na zimu se po bitvě zakopaly a zesílení obranných linií vedlo k zahájení statické zákopové války.